# Emballonura semicaudata
Emballonura semicaudata е вид прилеп от семейство Emballonuridae. Видът е застрашен от изчезване.

## Разпространение и местообитание
Разпространен е в Американска Самоа, Микронезия, Палау, Самоа, Северни Мариански острови, Тонга и Фиджи.
Регионално е изчезнал във Вануату и Гуам.
Обитава гористи местности, склонове и пещери.

## Описание
На дължина достигат до 4,7 cm, а теглото им е около 6,3 g.
Популацията на вида е намаляваща.